# Revue de l'Orient Latin
A Revue de l'Orient Latin é um conjunto de documentos medievais de 12 volumes que foi publicado de 1893 a 1911. Foi uma continuação dos Archives de l'Orient Latin, dois volumes dos quais foram publicados de 1881-1884. Vários documentos medievais e cartas dos conjuntos são freqüentemente citados em trabalhos acadêmicos sobre as Cruzadas. A revista é freqüentemente abreviada como ROL e os "Arquivos" são abreviados como AOL, mas geralmente os dois grupos de documentos são mencionados juntos.
Os arquivos foram publicados em Paris. A Revue era o jornal oficial da fundação arqueológica "Société de l'Orient latin" fundada em 1875 pelo conde Paul Riant (1836-1888), e foi publicada na sede da sociedade em Genebra. As publicações iniciais foram divididas em séries geográficas e históricas. As porções geográficas continham os itinerários dos peregrinos. A série histórica incluiu crônicas e cartas.